# L'ultima profezia del mondo degli uomini
L'ultima profezia del mondo degli uomini è un romanzo fantasy di Silvana De Mari pubblicato da Fanucci Editore nel 2010.

## Storia editoriale
Il romanzo è il quarto della saga iniziata nel 2004 con L'ultimo elfo e poi proseguita l'anno successivo con L'ultimo orco e poi con Gli ultimi incantesimi nel 2008.
Il nuovo romanzo non fu però pubblicato per Salani come i precedenti, ma dall'editore Fanucci, specializzato in letteratura fantastica e di fantascienza.
A Lucca Comics & Games 2012 fu presentato dall'autrice il capitolo conclusivo della cosiddetta Saga dell'ultimo elfo (o anche La Saga degli Ultimi, dai titoli dei romanzi), edito ancora da Fanucci e intitolato L'ultima profezia del mondo degli uomini. L'epilogo, in cui si narrano le vicende del principe disperso e del suo percorso insieme a nuovi personaggi per risollevare le sorti dei regni narrati e di tutti quelli a venire.
Nel 2020 i due volumi sono stati ripubblicati da Ares col titolo L'ultimo mago.

## Trama
Ritorna come protagonista Rankstrail, il Capitano, l'Orso, il re di Varil. Egli è un mezzo orco, concepito in una notte di fuoco e di vento in cui gli Orchi assalirono i villaggi di confine senza risparmiare né donne né bambini. Rankstrail è uno dei tanti figli nati dalle violenze sulle frontiere. Sua madre si era rifiutata di annegarlo e lui aveva portato il suo coraggio e il suo furore fin sul trono degli Uomini, dopo essere diventato l'invincibile Capitano, colui che aveva respinto gli Orchi, e che mai aveva perso una battaglia.
Ora però Rankstrail non è a casa: disperso senza insegne durante un'inondazione, catturato da una pattuglia di Orchi senza essere stato riconosciuto, viene venduto come schiavo.
Inizia così un lungo viaggio che il re degli Uomini compie nel mondo degli Orchi durante il quale apprenderà gli usi di una popolazione sottomessa e silente che deciderà di salvare perché anche loro sono il suo popolo. Sarà un cammino lungo, spesso compiuto sul confine tra il mondo dei vivi e quello dei morti, attraverso luoghi che portano in loro stessi il marchio della sofferenza, dove Rankstrail potrà ritrovare i figli perduti, perché a sua volta sarà guidato da luci di tenerezza che non aveva sospettato avere nella sua vita.
Il romanzo segue anche le vicende di altri personaggi: Chiara, figlia di Rankstrail, orfana di madre e col padre disperso, ma dotata di grandi capacità intellettive per via del suo sangue che mischia quello degli uomini, degli elfi e degli orchi.
C'è il principe Arduin, il figlio più giovane di Yorsh e Rosalba, che ama costruire macchine volanti e che presto si accorge dell'amore per Chiara, di anni più giovane di lui. E Rosalba, regina dai mille volti, dotata di coraggio e intelligenza, e di una spada che al solo guardarla incuteva timore e rispetto.
Altro personaggio significativo è il soldato semplice Skardrail che, deciso a trovare Rankstrail, parte da solo attraverso le terre degli Orchi.
Ma nessuno di loro aveva fatto i conti con un'ultima profezia...

## Tematiche
Filo conduttore di questo libro è la spirale aurea. La successione di Fibonacci è una sequenza di numeri dove ciascun numero è la somma di quello ce lo precede, 0 + 1 = 1; 1 + 1 = 2; 1 + 2 = 3 eccetera. La spirale di Fibonacci è frutto di una costruzione geometrica fatta a partire da una serie di quadrati dove il lato di ognuno è dato dalla somma delle misure dei lati dei due precedenti: si realizza un'infinita serie di rettangoli in modalità frattale al cui interno è iscritta una Spirale di lunghezza infinita. Nel libro, il simbolo degli Elfi (e quindi dell'Aria) è la spirale aurea, quello dei Maghi del Fuoco è un cerchio che inscrive un quadrato, che inscrive un cerchio, che inscrive un quadrato, che inscrive un cerchio fino all'infinito. All'interno di questo disegno è possibile individuare la spirale aurea.

## Edizioni
- Silvana De Mari, L'ultima profezia del mondo degli uomini, 1ª ed., Roma, Fanucci Editore, 2010,  p. 608, ISBN 978-88-347-1666-3.